# Emeileptura conspecta
Emeileptura conspecta là một loài bọ cánh cứng trong họ Cerambycidae.